# أسطورة كاردينيا

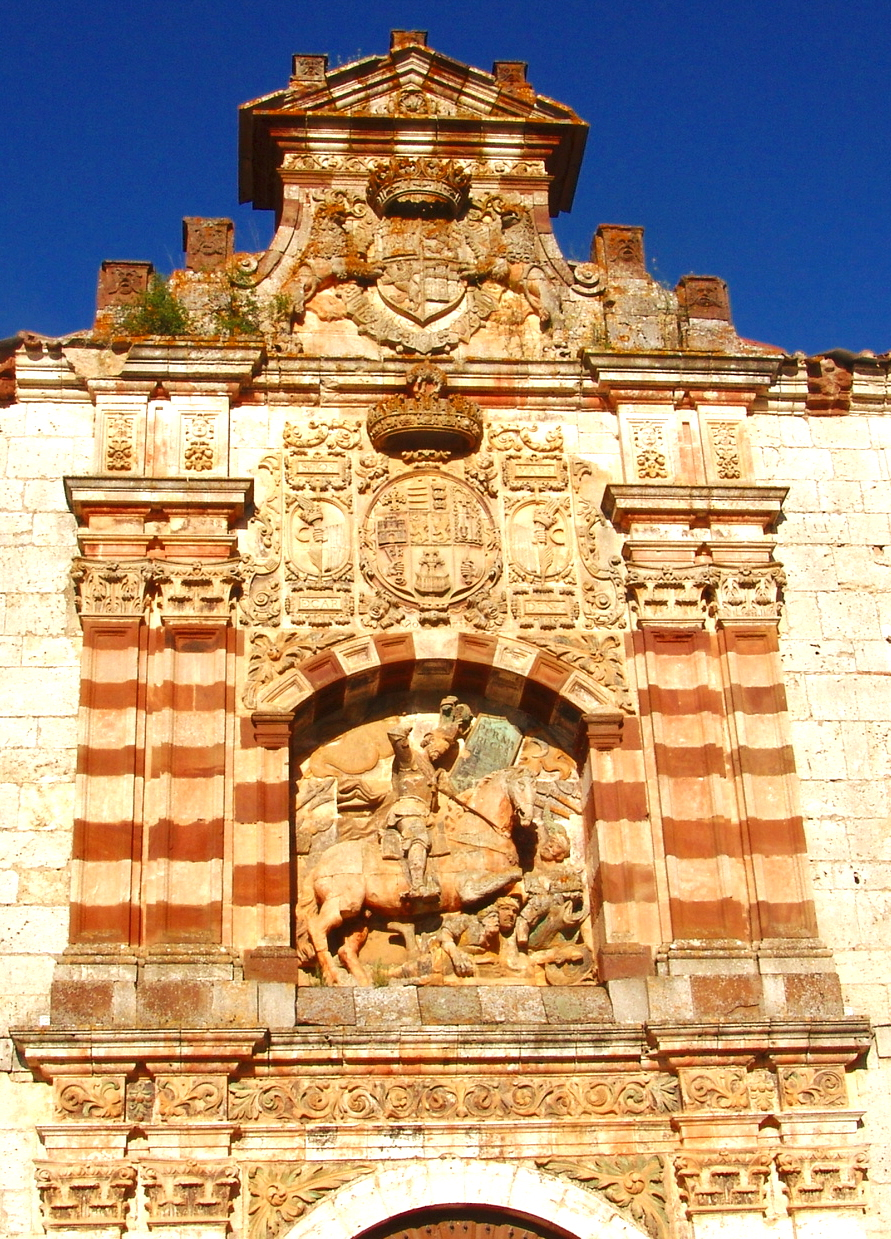
تمثال للسيّد في هيئة القديس يعقوب قاتل المسلمين على واجهة دير سان بيدرو دي كاردينيا.

أسطورة كاردينيا هي مجموعة من الروايات الأسطورية حول شخصية السيّد، وخاصة تفاصيل السنوات التي تلت وفاته. الأسطورة كتبها رهبان دير سان بيدرو دي كاردينيا في منتصف القرن الثالث عشر الميلادي بهدف ربط شخصية السيّد بالدير الذي كان في طور الأفول، وهي علاقة لم تكن موجودة في حياة السيّد نفسه، باستثناء حقيقة دفنه في الدير على الأرجح بسبب تعجُّل زوجته خيمينا الفرار من بلنسية قبل دخول المرابطين المدينة.

## وصلات خارجية
- خوسيه آنخل غارسيا دي كورتاثار: قاعة ABC الثقافية: الذاكرة التاريخية والبطولية ، محاضرة ألقيت يوم الثلاثاء 13 فبراير 2007 في الذكرى المئوية الثامنة لـ Poema de Mío Cid. (بالإسبانية)